# Velîka Derajnea, Novohrad-Volînskîi
Velîka Derajnea (în ucraineană Велика Деражня) este un sat în comuna Serednea Derajnea din raionul Novohrad-Volînskîi, regiunea Jîtomîr, Ucraina.

## Demografie
Componența lingvistică a localității Velîka Derajnea
     Ucraineană (99,47%)
     Alte limbi (0,52%)
Conform recensământului din 2001, majoritatea populației localității Velîka Derajnea era vorbitoare de ucraineană (99,47%), existând în minoritate și vorbitori de alte limbi.